# 73700 фон Куес
73700 фон Куес (73700 von Kues) — астероїд головного поясу, відкритий 5 жовтня 1991 року.
Тіссеранів параметр щодо Юпітера — 3,103.
Названо на честь німецького кардинала, філософа, Миколи Кузанського (нім. Nikolaus von Kues, лат. Nicolaus Cusanus, 1401 — 1464).